# Suzuki Yuta
Yuta Suzuki (sinh ngày 31 tháng 5 năm 1987) là một cầu thủ bóng đá người Nhật Bản.

## Sự nghiệp câu lạc bộ
Yuta Suzuki đã từng chơi cho Montedio Yamagata, Shonan Bellmare và Thespakusatsu Gunma.